# Kaitlyn Dever
Kaitlyn Dever (Phoenix, 21 december 1996) is een Amerikaans actrice en zangeres.

## Biografie
Als negenjarige ging Dever naar de Dallas Young Actors Studio, waar ze een contract aan over hield.
Ze speelde vervolgens in meerdere televisieseries. Voor de Netflix-serie Unbelievable werd ze genomineerd voor een Golden Globe. Ook voor haar rol in Dopesick werd ze genomineerd voor een Golden Globe.
Naast actrice is Dever ook zangeres. Samen met haar zus Mady vormt ze het muzikale duo Beulahbelle.

## Privéleven
Dever is woonachtig in Los Angeles.